# Josep Navarro i Vives
Josep Navarro i Vives   (Barcelona, 1931 - Barcelona, 5 d'abril de 2023) fou un pintor català pertanyent a la generació dels 50. Va treballar dins de l'informalisme matèric, va explorar en el camp de l'abstracció geomètrica i el cinetisme formant part del grup de treball MENTE. Anys més tard va tornar al món de la figuració. Durant els últims, la creació de Josep Navarro continua gravitant entre l'abstracció i la figuració.
Als quatre anys es va traslladar amb la seva família a Barcelona i molt aviat comença a dibuixar i desenvolupar una vocació que determinarà la seva vida. Va estudiar a l'Escola d'Arts i Oficis de Barcelona a mitjan dècada dels anys 1940. Més tard completarà la seva formació acadèmica a París i Londres, fet que li va proporcionar el contacte amb els moviments d'avantguarda de postguerra. El 1963, Josep Navarro torna a Barcelona i entra en contacte amb l'Escola de Barcelona, amb Antoni Tàpies i Puig al capdavant. En aquesta època, Josep Navarro inicia la seva etapa informalista. El 1970 s'incorpora als camps de treball del grup MENTE (Mostra Espanyola de Noves Tendències Estètiques) impulsat principalment per Daniel Giralt-Miracle i Joan Mas i Ramon. El 1978, després d'un període d'inactivitat creativa per motius de salut, Josep Navarro torna a la investigació dins d'una volta al llenguatge figuratiu. Entre la dècada dels vuitanta i fins a final dels anys noranta, els viatges de Josep Navarro per Amèrica del Nord i Mèxic influeixen en la seva obra. Des de 1998 i fins a la seva mort, el treball de Josep Navarro torna de mica en mica a una simplificació compositiva i cromàtica arribant a l'essència de les seves representacions, al límit de l'art abstracte. A aquesta etapa corresponen seves atmosferes pintades.